# Menhirs de Beg-er-Goh-Lannec
Les menhirs de Beg-er-Goh-Lannec, appelés aussi menhirs du Vivier, sont un groupe de trois menhirs situés à Quiberon dans le département français du Morbihan.

## Historique

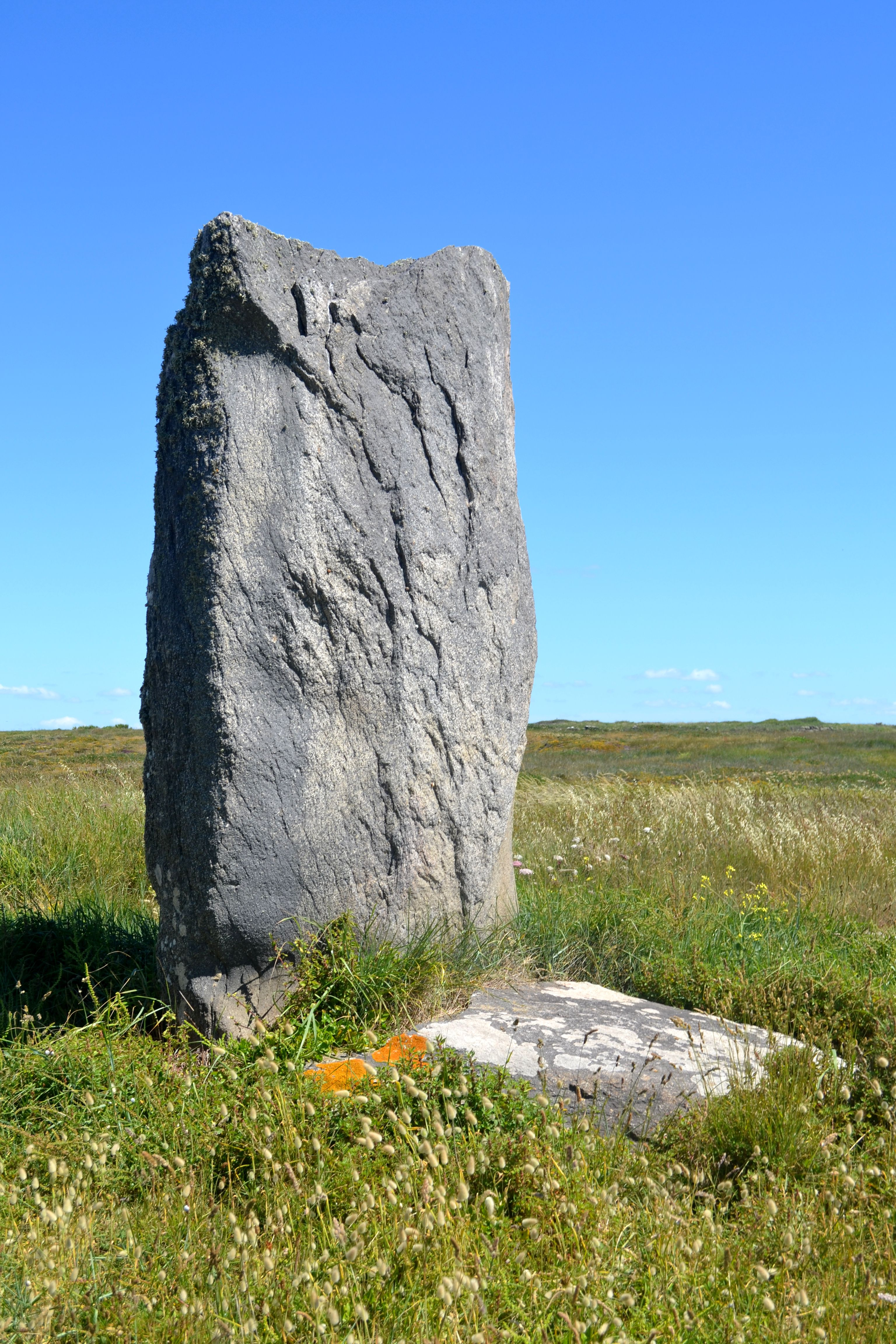
Menhir nord brisé.

En 1859, alors que les menhirs étaient couchés, l'abbé Collet aurait trouvé sous l'un d'eux « les fragments d'un grand vase en terre brune et un grain de terre cuite ». Dans son inventaire, Z. Le Rouzic mentionne l'existence de trois menhirs couchés ; il a relevé en 1930 les deux plus grands, qui seront classés au titre des monuments historiques par arrêté du 28 mai 1931.

## Description
Les deux menhirs redressés sont en granite. Ils sont distants d'un peu moins de 50 m séparés par la route côtière. Le menhir nord mesure 3 m de hauteur pour une largeur de 2 m et une épaisseur de 0,50 m. Il a été brisé en deux parties et la partie supérieure gît au sol. Reconstitué, sa hauteur totale serait de 6 m. Le menhir sud mesure 2,85 à 2,90 m de hauteur. Il a été restauré en 1984 par les bâtiments de France. Sa forme particulière lui a valut le surnom de Bonnet de l’Évêque.